# Partido para la Protección de los Derechos Humanos
El Partido para la Protección de los Derechos Humanos (en samoano: le Vaega Faaupufai e Puipuia Aia Tatau a Tagata; en inglés: Human Rights Protection Party) o simplemente HRPP, es un partido político conservador de Samoa, que actúa como una de las dos principales fuerzas políticas del país desde 1982, y gobernó ininterrumpidamente desde 1988 hasta 2021.

## Historia
Durante los primeros diecisiete años de su independencia, al igual que muchos otros estados del Pacífico, Samoa, independizada en 1962, era una democracia parlamentaria sin partidos políticos (y con el voto restringido a los líderes matai y a los descendientes de europeos). Tras las elecciones de 1979, un grupo de parlamentarios liderados por Va'ai Kolone fundaron en mayo de 1982 el Partido para la Protección de los Derechos Humanos, primer partido político en la historia del país, que obtuvo una victoria leve en las elecciones de 1982. En 1985, sin embargo, fue sacado del poder por una escisión del partido, pero logró retornar al poder en 1988, ganando todas las elecciones hasta su derrota en las elecciones de 2021.

## Historia legislativa
| Año  | # de votos | % de votos | # de escaños obtenidos | +/– | Posición  |
| ---- | ---------- | ---------- | ---------------------- | --- | --------- |
| 1979 | 2.160      | 21.4       | 23/47                  |     | Oposición |
| 1982 | 3.482      | 29.3       | 24/47                  | 1   | Gobierno  |
| 1985 | 4.698      | 34.5       | 32/47                  | 8   | Gobierno  |
| 1988 | 5.017      | 35.9       | 23/47                  | 9   | Oposición |
| 1988 | 5.017      | 35.9       | 23/47                  | 9   | Gobierno  |
| 1991 | 34.262     | 44.8       | 27/47                  | 4   | Gobierno  |
| 1996 | 29.353     | 43.5       | 24/47                  | 3   | Gobierno  |
| 2001 | 34.262     | 44.8       | 23/47                  | 1   | Gobierno  |
| 2006 | 40.703     | 51.6       | 30/49                  | 1   | Gobierno  |
| 2011 | 48.771     | 55.6       | 29/49                  | 1   | Gobierno  |
| 2016 | 45.816     | 57.3       | 35/50                  | 1   | Gobierno  |
| 2021 | 49.237     | 55.4       | 25/51                  | 10  | Oposición |